# 生物修復

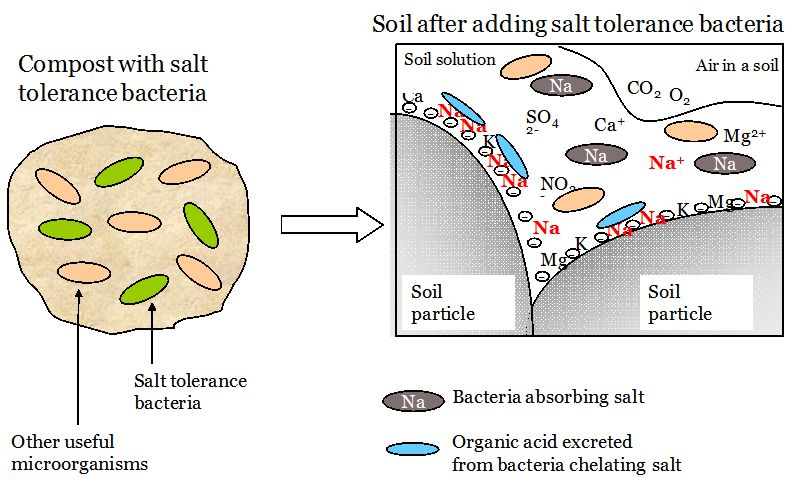
對受海嘯影響土壤所使用的鹽分移除生物修復機制。

生物修復（英語：Bioremediation）是一種使用生物體來移除或中和污染現場內污染物的技術。根據美國國家環境保護局的定義，生物修複是一種“使用自然產生的生物體來把有害物質分解成毒性較低或無毒物質的處理方法”。生物修復技術一般可被分為“原地”（in situ）和“異地”（ex situ）。原地生物修復在現場處理污染材料，而異地生物修復則把污染材料帶往其他地方處理。與生物修復相關的技術還包括植物修復、生物通風、生物濾化、土地耕耘、生物反應器、堆肥、生物强化、根濾作用和生物刺激。
生物修復可能自己發生（自然衰減或固有生物修復），也有可能只在添加肥料或氧等强化介質內吃污染微生物生長的物質（生物刺激）時有效。例如，美國陸軍工程兵部隊就成功透過對汽油污染土壤進行堆積風乾和通氣來對使用土地耕耘的生物修復進行强化。土壤氮素耗盡狀態可能會促進某些含氮有機化合物的分解，而能夠大量吸收污染物土壤材料可能會因為對微生物有限的化學物生物利用度而減慢了生物降解的速度。最近的研究進展還成功證實了對介質添加對應的微生物品系能加强原居微生物人口分解污染物的能力。能夠實施生物修復功能的微生物叫“生物修復劑”（bioremediators）。
然而並不是所有的污染物都能用微生物的生物修復來簡單處理。例如像鎘和鉛這樣的重金屬就不能輕易地被微生物吸收或捕獲。但是最近有實驗指出魚骨能一定程度地從污染土壤中吸收到鉛。科學家已經證實了骨炭能對小量的鎘、銅、鉛和鋅進行生物修復。而最近的一個批量實驗指出海洋微海藻可用於移除製革廠污水中的污染物（硝酸鹽、矽酸鹽、鉻和硫化物）。食物鏈若有着像汞這樣的金屬同化可能會讓整個系統變壤。在這種情況下使用植物修復是有用的，因為自然植物或轉基因植物能夠把這些毒素透過生物累積儲存在水面以上的部位，然後就可以把植物的這些部位移除。被收割起來的生物質中的重金屬則可以透過焚化來集中，甚至可以回收作工業用途。博物館一些受到損壞的工藝品含有可被視為生物修復劑的微生物。與上述情況相反，像汽油中常見的芳香碳氫化合物等的污染物，對微生物分解來說是相對簡單的目標，有些土壤甚至還能自己進行一定程度的看起來是自動修復的修復，這是因為裏面住有能夠分解這些化合物的微生物部落的緣故
要在環境中消滅各種類型的污染物和廢棄物就需要繼續深入理解碳通量不同線路和監管網絡的相對重要性，尤其是某些特定環境和某些化合物的，因為它們肯定能促進生物修復技術和生物轉化作用過程的發展速度。

## 真菌修复
真菌修复是生物修复的形式之一，其中真菌被用于净化污染区域。术语真菌修复具体是指在生物修复中使用真菌的菌丝体。
在生态系统中真菌的主要角色之一是分解作用，这是由菌丝体执行。菌丝体分泌真菌胞外酶活动和酸分解木质素和纤维素，这些是植物纤维的两个主要组成部分。这些由碳和氢的长链，在结构上类似的许多有机污染物组成的有机化合物。使用真菌修复的关键是针对特定污染物确定合适的真菌种类。据报道某些菌株已经成功地降低了神經毒素VX和沙林毒气。
真菌过滤是一个类似的过程，用真菌菌丝体在土壤里的水中过滤有毒的废物和微生物。

## 参看
- 植物修復
- 生物降解
- 表面活性剂
- 螯合物
- 活機器
- 綠色植生牆
- 真菌修復
- 戀臭假單胞菌（用于降解油）